# Carl Alfred Bock

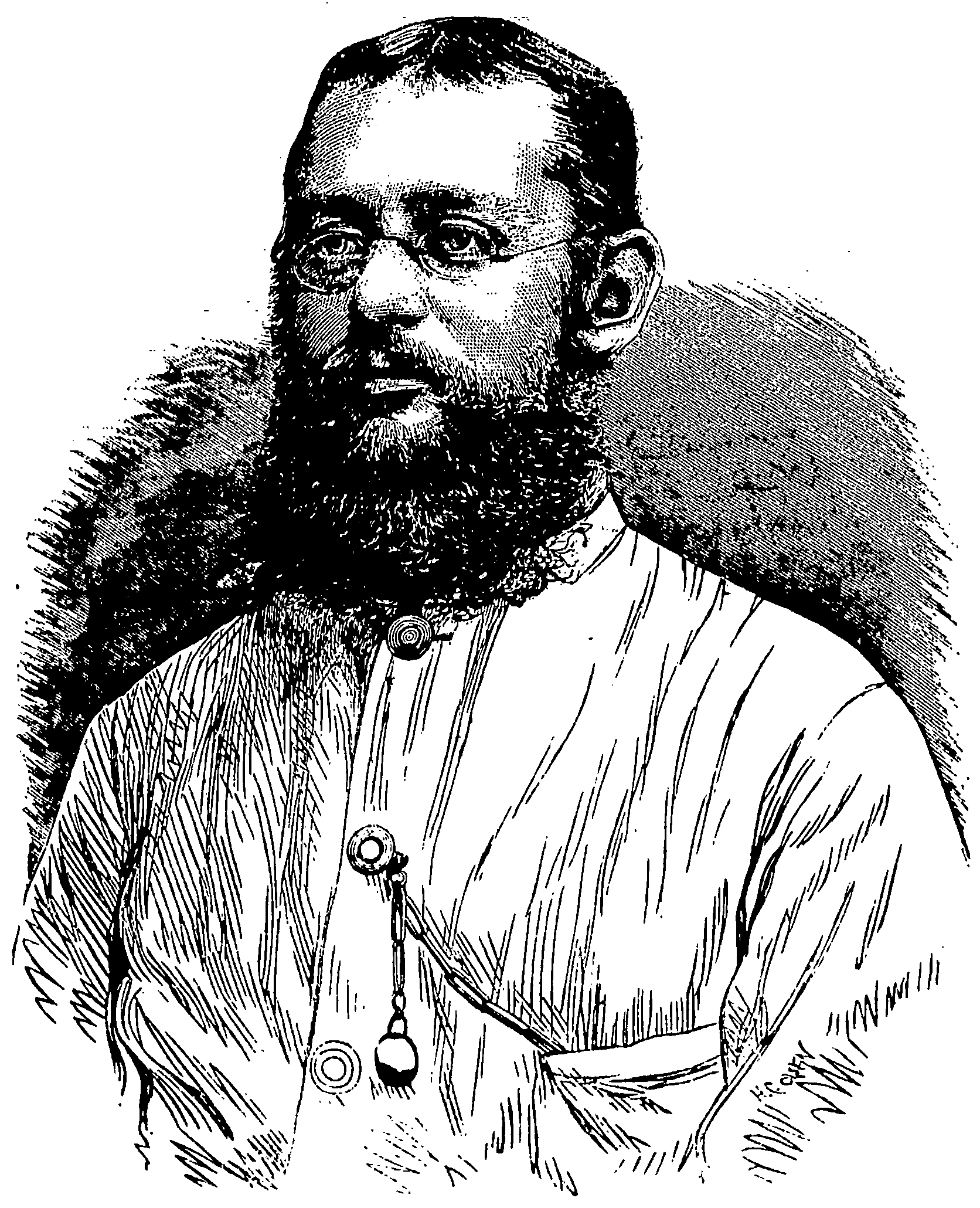
Carl Alfred Bock, Illustration aus Verdens Gang, 1882.

Carl Alfred Bock (* 17. September 1849 in Kopenhagen; † 10. August 1932) war ein norwegischer Naturforscher und Entdeckungsreisender.

## Leben
Bock zog 1868 nach England, wo er Naturwissenschaften studierte und anfänglich eine Ausbildung beim schwedisch-norwegischen Konsulat in Grimsby erhielt. Ab 1875 lebte er in London, wo er von Lord Arthur Hay (Arthur Hay, 9th Marquess of Tweeddale; 1824–1878) Unterstützung für eine Forschungsreise nach Südostasien erhielt. Bock besuchte erst Sumatra und erhielt später den Chefposten einer niederländisch-indischen Expedition nach Borneo. Er folgte ab 1878/79 dem Fluss Mahakam von der Mündung an der Ostküste ins Innere der Insel und erforschte diese Region, bis er 5 Monate später bei Banjarmasin die Südküste erreichte. 1881 zog er mit Unterstützung des Königs von Siam, der unter anderem ein Dampfschiff beisteuerte, durch das heutige Thailand und Laos.
Nach einem kurzen Aufenthalt in Norwegen (ab 1883) wurde Bock 1886 zum norwegisch-schwedischen Vizekonsul und 1893 zum Generalkonsul in Shanghai berufen. Diesen Posten hatte er bis 1902 inne.
Bocks ethnografische Sammlung ging an Museen in London und Oslo. Er schrieb eine Reihe von Reisebeschreibungen, die teilweise von japanischen Künstlern illustriert wurden.

## Veröffentlichungen
- The Head-Hunters of Borneo. 1881 (auch in Holländisch).
- Temples and Elephants – with an introduction to the 1985 edition by H. K. Kuloy. 1884, 1985. ISBN 978-974-8299-90-7.